# (39436) 2162 T-3
2162 T-3 (asteroide 39436) é um asteroide da cintura principal. Possui uma excentricidade de 0.13452260 e uma inclinação de 5.55873º.
Este asteroide foi descoberto no dia 16 de outubro de 1977 por Cornelis Johannes van Houten e Ingrid van Houten-Groeneveld e Tom Gehrels em Palomar.